# 夕陽の笛

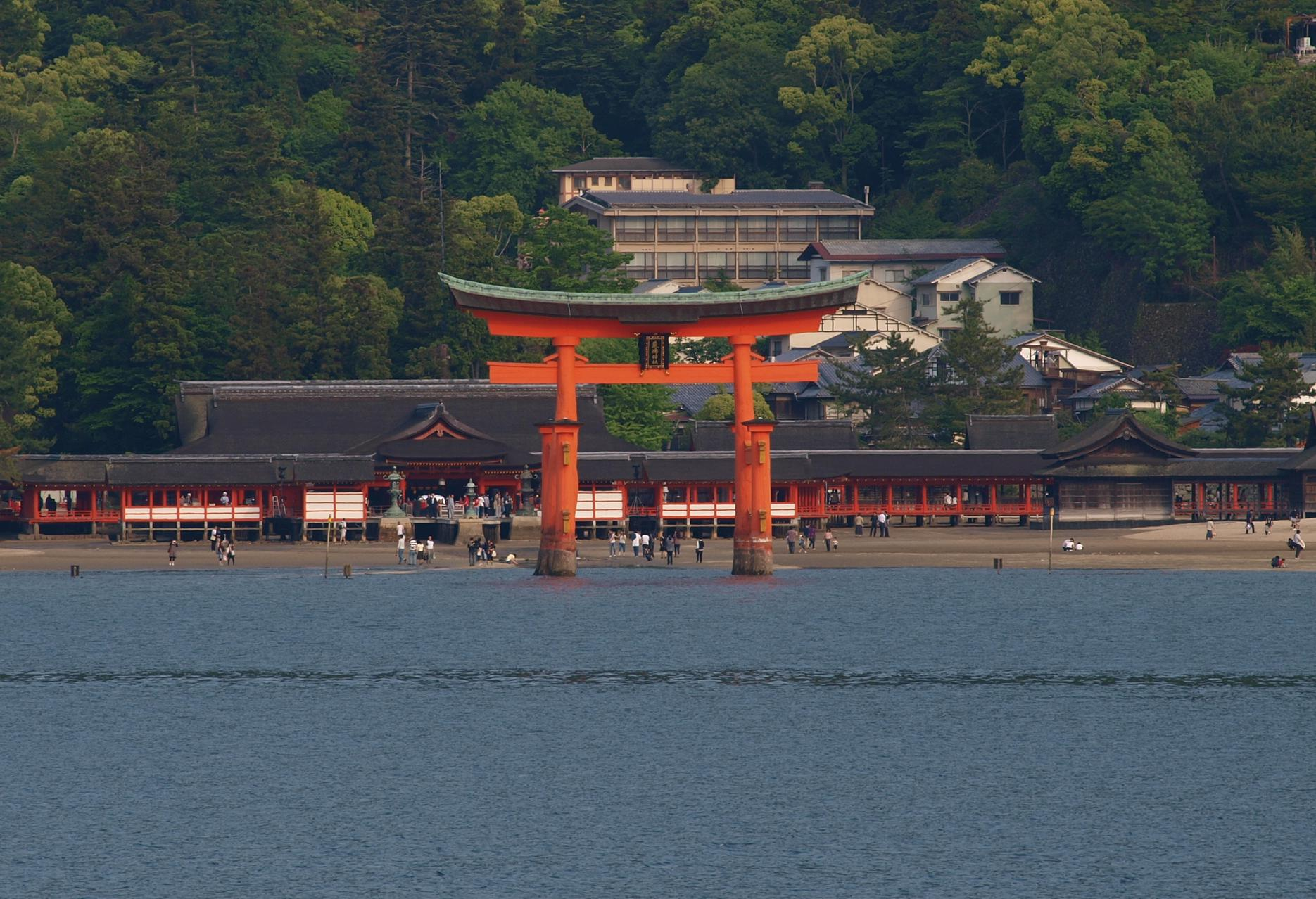
歌に歌われている「厳島神社」の社殿と鳥居（海側から）

『夕陽の笛』（ゆうひのふえ）は、日本の楽曲。作詞：石本美由紀、作曲：木下忠司、歌：ひばり児童合唱団。
1969年12月 - 1970年1月、NHKの『みんなのうた』で紹介。同年度から始まった企画「お国めぐりシリーズ」の第5弾で、広島県の厳島神社を題材にし、同神社の夕暮れ風景を歌った楽曲。歌詞には、1168年に平家の氏神として社殿を造営した平清盛を初めとした「平家」も歌われている。
「みんなのうた発掘プロジェクト」により音声が提供され、ラジオのみではあるが、2013年12月 - 2014年1月に実に44年ぶりに再放送された。
なお石本の『みんなのうた』提供曲は、本曲が唯一。また木下は後年、1983年2月 - 3月放送の『へんな家!』（レミー・ブリッカ）の訳詞を担当したのみで、作曲は本曲が唯一。